# Гоцлав
Гоцлав (пол. Gocław) — микрорайон на юге дзельницы Прага Полудне в Варшаве, на восточном берегу реки Висла. 
Находится примерно в 6 км от центра Варшавы. Включает кварталы Искра, Янтарь, Орлик, Вилга, Кемпа Гоцлавская и Пшичулек Гроховский. 
Границы Гоцлава проходят по улице Остробрамской, аллее США, аллее Тысячелетия, реке Висла и каналу Нова Улга.
Площадь — 4,1 км². Население микрорайона составляет около 50 тыс. жителей. 

## История
Деревня Госцислав или Госцеслав была основана в IX веке, как и соседняя деревня Камион. Вероятно, название деревни произошло от имени её первого владельца. Это один из самых старых населённых пунктов в составе современной Варшавы. В исторических документах от 1155 года деревня упоминается в качестве владения архиереев Плоцка. Позднее Гоцлав стал частью имения Камион. В 1580 году его территория составляла около 115 га. В июле 1655 года здесь шёл трёхдневный бой с протестантами-шведами, в ходе которого Гоцлав был полностью уничтожен.
В 1755 году он и Кемпа Гоцлавская состояли всего из 17 дворов. В 1780 году король Станислав Август Понятовский приобрёл Гоцлав с окрестностями и передал его племяннику Станиславу Понятовскому. В 1795 году имение стало собственностью государственного казначейства. В 1827 году в Гоцлаве было зарегистрировано 22 двора и проживало 168 человек, а в 1912 году уже 497 человек.
Гоцлав был включён в состав Варшавы в апреле 1916 года, вместе с Грохувым, Саска Кемпа и Гоцлавком, став частью комиссариата (округа) Гроховский. В то время здесь проживало около 5500 жителей, главным образом, в одноэтажных деревянных домах. 
В период Второй Речи Посполитой началось строительство аэропорта Гоцлав, второго, после аэропорта Окенце под Варшавой, которое не было завершено из-за начала Второй мировой войны.
С конца 40-х и до середины 70-х годов XX века на месте недостроенного аэропорта находился Варшавский аэроклуб. 
В 1977 году началось строительство крупнейшего на правом берегу реки Висла жилого комплекса Гоцлав-Аэропорт. Генеральным архитектором проекта был Тадеуш Мрувчинский.

## Достопримечательности
- Парк у Балатона
- Церковь Святых Иоанна и Павла
- Церковь Святого Патрика
- Церковь Святого Пия
- Променада
- Независимый кот Кирилл